# PTV (automóviles)
PTV fue una marca de automóviles de Manresa (España). Fue una de las marcas de microcoches españolas de mayor difusión, junto con el Biscúter, el Goggomobil y la Isetta, y a diferencia de estas, los únicos totalmente españoles. También hay quien lo considera uno de los más bonitos microcoches fabricados (en especial las versiones bicolor) en España.

## Historia
La historia comienza con los vehículos que los hermanos Tachó habían desarrollado en 1950 (La Ballena) y 1953 (El Coca) que se comercializaron más adelante bajo la marca Tachó.
A partir de este último se pensó en desarrollar un microcoche en serie, para lo que Guillermo Tachó, junto a su hermano Antonio, Mauricio Perramón y Jose Villa fundaron el 4 de mayo de 1956 la empresa Automóviles Utilitarios, S.A., AUSA. De la inicial de los apellidos surge la marca PTV.
El primer modelo presentado fue el PTV 250 de 1956. Era un bonito descapotable de 2 plazas (2/3 según la publicidad de la época) con motor trasero monocilíndrico de 250 cc, que con una potencia de 11 CV alcanzaba los 75 km/h. Lo había en dos versiones, con y sin puertas. En total se llegaron a fabricar 1100 unidades hasta 1961, lo que sitúa a PTV como el cuarto microcoche de más producción de España, tras el Biscúter, el  Goggomobil y la Isetta. Los precios oscilaban entre las 44.500 y las 55.000 Ptas. Se comercializaron en toda España e incluso 18 unidades fueron exportadas a Portugal, una a Estados Unidos y una última para un jeque árabe.
En base al PTV 250 se fabricaron 45 vehículos comerciales entre los años 1959 y 1961. Disponían de poca capacidad de carga al llevar el motor trasero, no obstante se realizó un prototipo con motor delantero que durante varios años fue utilizado en Ausa como vehículo de transporte.
También se realizó un prototipo del modelo PTV 400. Dotado de un potente motor bicilíndrico de dos tiempos con compresor e ingeniosas soluciones técnicas, no se llegó a producir ya que su tardío desarrollo (1960) coincidió con el apogeo del Seat 600.
La producción de microcoches cesó en el año 1961, lo cual no significó el fin de la empresa, ya que con gran visión comercial habían desarrollado por el año 1961 una especie de triciclo volquete que daría lugar al famoso Dumper. Actualmente AUSA es líder mundial en ese mercado y en el de las carretillas elevadoras de menos de 3 Tm.

## Características técnicas del PTV 250

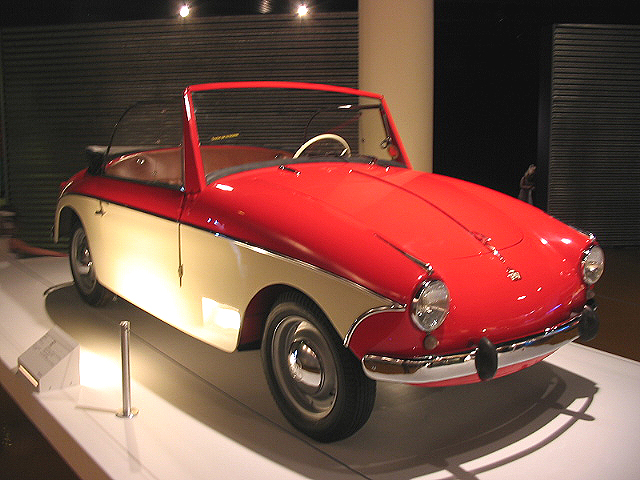
PTV 250.

- Motor: monocilíndrico de dos tiempos en posición trasera transversal. Diámetro x carrera: 66 x 72 mm. Cilindrada: 247 cc. Relación de compresión 6,2:1. Alimentación: Carburador Tachó monocuerpo de 22 mm. Potencia: 11 CV a 4500 rpm. Encendido por Bobina y ruptor. Acumulador de 12 v. y 130 amperios por dinamotor.
- Transmisión: tracción trasera. Cambio: 3 velocidades y marcha atrás. Embrague por discos múltiples en baño de aceite.
- Bastidor: suspensión delantera: Independiente, con amortiguadores hidráulicos y suspensión trasera barra tipo Panhard, con amortiguadores hidráulicos. Frenos: Tambores en las cuatro ruedas por circuito hidráulico. Dirección: Tornillo y tuerca con ataque central. Ruedas: llantas de chapa de 12" y neumáticos de 400 x 12.
- Carrocería: monocasco de chapa sobre bastidor tubular de acero. 2 plazas con depósito de combustible de 18 litros. Batalla: 1.800 mm. Vía delantera: 1.000 mm. Vía trasera: 1.000 mm. Dimensiones (largo x ancho x alto): 2.950 x 1.320 x 1.250 mm. Peso: 330 kg.
- Prestaciones y consumos: Velocidad máxima: 75 km/h y consumo medio: 4,5 l/100 km.

## Características técnicas del PTV 400
- Motor: bicilíndrico de dos tiempos en posición: trasera transversal. Diámetro x carrera: 66 x 58 mm. Cilindrada: 396,83 cc. Compresión 6,5:1. Alimentación: Carburador Tachó monocuerpo de 22 mm y compresor rotativo de dos lóbulos. Potencia: 19 CV a 4500 rpm. Encendido por Bobina y ruptor. Acumulador de 12 V y 130 A por dinamotor.
- Transmisión: tracción: trasera. Cambio: 4 velocidades y marcha atrás. Embrague por discos múltiples en baño de aceite.
- Bastidor: suspensión delantera: independiente, con amortiguadores hidráulicos y suspensión trasera barra tipo Panhard, con amortiguadores hidráulicos. Frenos: Tambores en las cuatro ruedas por circuito hidráulico. Dirección: Tornillo y tuerca con ataque central. Ruedas: llantas de chapa de 12" y neumáticos de 520 x 12.
- Carrocería: monocasco de chapa sobre bastidor tubular de acero, 2 plazas con depósito de combustible de 18 litros. Batalla: 1.940 mm. Vía delantera: 1.090 mm. Vía trasera: 1.115 mm. Dimensiones (largo x ancho x alto): 3.260 x 1.380 x 1.170 mm. Peso: 470 kg.
- Prestaciones y consumos: Velocidad máxima: 110 km/h y consumo medio: 5 l/100 km.